# 4123 Tarsila
A 4123 Tarsila (ideiglenes jelöléssel 1986 QP1) a Naprendszer kisbolygóövében található aszteroida. Henri Debehogne fedezte fel 1986. augusztus 27-én.